# Rosa Welt-Straus
Rosa Welt-Straus (Czernowitz, 24. kolovoza 1856. – Genf, 15. prosinca 1938.) bila je liječnica, sufražetkinja i feministica. Bila je prva Austrijanka koja je završila srednju školu, prva Austrijanka koja je stekla medicinsku diplomu, kao i prva oftamologinja u Europi. Diplomu medicine stekla je 1878. na Sveučilištu u Bernu . Imala je tri sestre, Idu, Leonoru i Saru. Nakon što je s jednom od svojih sestara došla u Ameriku, radila je kao očna kirurginja u očnoj bolnici i Ženskoj bolnici u New Yorku. Udala se za biznismena Louisa Strausa i dobila kćer Nellie Straus-Mochenson. Godine 1904. kao članica američke delegacije sudjelovala je na prvom kongresu International Woman Suffrage Alliance . Nastavila je kao takva sudjelovati neko vrijeme, a kasnije je na tim skupštinama predstavljala Uniju hebrejskih žena za jednaka prava u Eretzu Izraelu.
Godine 1919. osnovana je prva nacionalna ženska stranka u Novom Jišuvu (Unija hebrejskih žena za jednaka prava u Eretz Izraelu). Welt-Straus, koja je tamo emigrirala te godine, imenovana je njezinom čelnicom, što je nastavila biti do svoje smrt. U srpnju 1920. otputovala je u London kako bi sudjelovala na skupštini na kojoj je osnovana Ženska međunarodna cionistička organizacija (WIZO), a kasnije te godine predstavljala je Uniju hebrejskih žena za jednaka prava u Eretzu Izraelu na kongresu Međunarodne ženske izborne alijanse u Ženeva. Predstavljala je International Woman Suffrage Alliance u međunarodnim odborima, sudjelovala je na svim kongresima, a često je bila uključena u izaslanstva kod premijera zemalja koje su održavale kongrese.
Godine 1926. haredimi, koji se radije nisu suočili s mogućnošću plebiscita, napustili su Skupštinu zastupnika jišuva, a te je godine donesena službena deklaracija (ratificirala ju je mandatna vlada 1927.) kojom se potvrđuju "jednaka prava žena u svim aspekti života u jišuvu – građanski, politički i ekonomski." Welt-Straus umrla je u Genfu 1938.

### Daljnja literatura
- Hama'avak al Ha'kol: Leidato shel Feminism Ivri [prijevod: Bitka za glas: Rođenje hebrejskog feminizma], prof. Margalit Shilo sa Sveučilišta Bar-Ilan.
- Jewish women in pre-state Israel : life history, politics, and culture. Ruth Kark, Margalit Shilo, Galit Hasan-Rokem. 1st izdanje. Brandeis University Press. Waltham, Mass.. 2008. str. 225. ISBN 978-1-58465-808-5. OCLC 1298207861CS1 održavanje: others (link)